# Alexander Tchigir
Alexander Tchigir (russisch Александр Чигирь; * 6. November 1968 in Moskau) ist ein ehemaliger  deutscher Wasserballtorwart russischer Herkunft.
Tchigir gewann bei der Europameisterschaft 1991 Bronze mit der Mannschaft der Sowjetunion. Bei den Olympischen Spielen 1992 gewann er mit der Mannschaft der GUS die Bronzemedaille. 1994 bei der Weltmeisterschaft gewann Tchigir seine dritte Bronzemedaille, diesmal mit der russischen Nationalmannschaft. Insgesamt absolvierte Tchigir 344 Länderspiele für die Sowjetunion und Russland.
Am 4. Dezember 1997 erhielt Tchigir die deutsche Staatsbürgerschaft. Seither absolvierte er über 300 Länderspiele für Deutschland (Stand Juni 2010). Die beste Platzierung mit der deutschen Mannschaft war der fünfte Platz bei den Olympischen Spielen 2004 in Athen. Bei der Weltmeisterschaft 2005 wurde Tchigir trotz Platz 9 der deutschen Mannschaft ins Allstarteam gewählt. Bei der Weltmeisterschaft 2007 wurde Deutschland Achter, Tchigir wurde erneut von den Medienvertretern ins Allstar-Team gewählt und erhielt zusätzlich einen Sonderpreis der FINA als bester Torhüter des Turniers.
Tchigir spielt ab 1997 für die Wasserfreunde Spandau 04, mit denen er neunmal das Double aus Meisterschaft und Pokal gewann; 2003 wurde die Mannschaft nur Meister und 2006 nur Pokalsieger. Zuvor spielte Tchigir für den SV Würzburg 05 und SSF Delphin Wuppertal. Der 1,91 m große Tchigir ist ausgebildeter Diplom-Sportlehrer.

## Anmerkung
1. ↑  selbst gewählte Schreibweise; die eigentlich korrekte deutsche Transkription des russischen Familiennamens Чигирь ist Tschigir